# Gorgonidium vargasii
Gorgonidium vargasii là một loài thực vật có hoa trong họ Ráy (Araceae). Loài này được Bogner & Nicolson mô tả khoa học đầu tiên năm 1988.